# أورتاقشلاق عليا
أورتاقشلاق عليا هي قرية في مقاطعة مراغة، إيران. عدد سكان هذه القرية هو 213 في سنة 2006.